# ビアンキ分類
数学では、ルイジ・ビアンキ(Luigi Bianchi)の名前に因んだ、ビアンキ分類(Bianchi classification)は、リー代数の分類である。
3-次元実リー代数は、11個のクラスに分類され、その中の 9個は単独のグループで、残る 2つは同型類で繋がるという性質を持っている。（2つのグループは、無限個の族をなし、11個のグループの中に含まれることがあり、9個のグループをなることがある。）

## 次元 0
唯一のリー代数は、可換リー代数 R0 である。

## 次元 1
唯一のリー代数は、可換リー代数 R1 で非零の実数からなる群で外部自己同型群を持っている。

## 次元 2
2つのリー代数が存在する。
1. 可換リー代数 R2 で、外部自己同型群 GL2(R) を持っている。
2. 2 × 2 の上半三角行列でトレースが 0 である可解リー代数である。単純連結群は、自明な中心と位数 2 の外部自己同型群を持っている。

## 次数 3
VIII 型と IX 型を除くすべての 3-次元リー代数は、R2 と R との半直積として構成することができる。ここに R は 2 × 2 の正方行列 M により R2 上へ作用する。リー代数の分類の型の違いは、行列 M の種類の違いであり、これらの型別の違いを以下にあげる。
- I型: 可換であるが、ユニモジュラなリー代数 R3 である。単純連結な群は中心 R3 と外部自己同型群 GL3(R) を持っている。これは M が 0 の場合である。
- II型: べき零でユニモジュラ、ハイゼンベルク代数（英語版）(Heisenberg algebra)である。単純連結な群は中心 R と外部自己同型群 GL2(R) を持っている。この場合は M がべき零であるが、0 ではない（固有値がすべて 0）。
- III型: 可解であるが、ユニモジュラではない。この代数は、R と 2-次元の非可換リー代数である。（固有値がひとつで 0 であれば、VI型の場合に限られる。）単連結群は中心 R と非零な実数の群の外部自己同型を持っている。行列 M はひとつの 0 とひとつの非零な固有値を持っている。
- IV型: 可解であるがユニモジュラではない。 [y, z] = 0, [x, y] = y, [x, z] = y + z である。単連結群は自明な中心と実数とオーダー 2 の群の積である外部自己同型群を持っている。行列 M は 2つの同じ固有値を持つが、半単純ではない。
- V型: 可解であるがユニモジュラではない。 [y, z] = 0, [x, y] = y, [x, z] = z である。（VI型のひとつの極限であり、双方の固有値が等しい。）単連結群は自明な中心と行列式が +1 か -1 の GL2(R) の元である外部自己同型群を持っている。行列 M は 2つの同じ固有値を持ち、半単純である。

- VI型: 可解であるが、ユニモジュラではない。無限個の族。R2 と R の半直積で、そこでは行列 M は非零な和をもつ異なる複数個の実固有値を持つ。単連結群は自明な中心と非零な実数と位数 2 の群の積である外部自己同型群を持つ。
- VI0型: 可解でユニモジュラ。このリー代数は、R2 と R の半直積で、R では行列 M が非零の複数の実固有値で和が 0 の固有値を持つ。この型は、2-次元ミンコフスキー空間の等長群のリー代数。単連結群は自明な中心と正の実数と位数 8 の二面体群の席である外部自己同型群の積である。
- VII型: 可解でありユニモジュラではない。無限個の族。R2 と R の半直積。そこでは行列 M は実数でも純虚数でもない固有値を持つ。単連結群は自明な中心と非零の実数である外部自己同型群を持つ。
- VII0型: 可解でユニモジュラ。R2 と R の半直積。そこでは行列 M は零ではない虚数の固有値を持つ。これは平面の等長群のリー代数である。単連結群は、中心 Z と非零な実数と位数 2 の群の外部自己同型群を持つ。
- VIII型: 半単純で、ユニモジュラ。トレースをもたない 2 × 2 の行列のリー代数 sl2(R)。単連結な群は中心 Z と位数 2 の外部自己同型群を持つ。
- IX型: 半単純でユニモジュラ。直交群 O3(R) のリー代数。単連結群は位数 2 の中心と自明な外部自己同型群をもち、スピン群である。

3-次元複素リー代数の分類は、VIII型を除き同様であり、IX型は同型となり、VI型と VII型は双方ともリー代数の単純な族の部分となる。
連結な 3-次元リー群は、次のように分類することができる。中心の離散部分群で割った単連結リー群の商である。従って、上の表から読み取ることができる。
このグループ分けは、サーストン(Thurston)の幾何化予想の 8つの幾何学に関連している。さらに詳しくは、8つの幾何学の内の 7つは、単連結群上の左不変計量として実現することができる（もうひとつの方法も、ときには関連することがある。）サーストンの型が S2×R の幾何学はこの方法では実現することができない。

## 構造定数
3-次元ビアンキ空間はそれぞれ、次の性質を満たす 3つのキリングベクトル {\displaystyle \xi _{i}^{(a)}} の集合をもつ。
{\displaystyle \left({\frac {\partial \xi _{i}^{(c)}}{\partial x^{k}}}-{\frac {\partial \xi _{k}^{(c)}}{\partial x^{i}}}\right)\xi _{(a)}^{i}\xi _{(b)}^{k}=C_{\ ab}^{c}}
ここに、{\displaystyle C_{\ ab}^{c}} は群の「構造定数」で、低い 2つのインデックスで定数のオーダー 3のテンソル反対称テンソルである。3-次元ビアンキ空間 {\displaystyle C_{\ ab}^{c}} は、関係式
{\displaystyle C_{\ ab}^{c}=\varepsilon _{abd}n^{cd}-\delta _{a}^{c}a_{b}+\delta _{b}^{c}a_{a}}
で与えられ、ここに {\displaystyle \varepsilon _{abd}} はレヴィ・チビタ記号であり、{\displaystyle \delta _{a}^{c}} はクロネッカーのデルタで、ベクトル {\displaystyle a_{a}=(a,0,0)} と 対角テンソル {\displaystyle n^{cd}} は次の表により記述される。{\displaystyle n^{(i)}} は {\displaystyle n^{cd}} の i-番目の固有値を与え、パラメータ a はすべての正の実数を渡る。
| ビアンキの型 | {\displaystyle a} | {\displaystyle n^{(1)}} | {\displaystyle n^{(2)}} | {\displaystyle n^{(3)}} | 注意                                         |
| ------------ | ----------------- | ----------------------- | ----------------------- | ----------------------- | -------------------------------------------- |
| I            | 0                 | 0                       | 0                       | 0                       | ユークリッド空間を記述                       |
| II           | 0                 | 1                       | 0                       | 0                       |                                              |
| III          | 1                 | 0                       | 1                       | -1                      | {\displaystyle a=1} である VIa型の部分空間   |
| IV           | 1                 | 0                       | 0                       | 1                       |                                              |
| V            | 1                 | 0                       | 0                       | 0                       | 特別な場合として、超擬球(pseudosphere)がある |
| VI0          | 0                 | 1                       | -1                      | 0                       |                                              |
| VIa          | {\displaystyle a} | 0                       | 1                       | -1                      | {\displaystyle a=1} のとき、III型に同値      |
| VII0         | 0                 | 1                       | 1                       | 0                       | 特別な場合として、ユークリッド空間がある     |
| VIIa         | {\displaystyle a} | 0                       | 1                       | 1                       | 特別な場合として、超擬球がある               |
| VIII         | 0                 | 1                       | 1                       | -1                      |                                              |
| IX           | 0                 | 1                       | 1                       | 1                       | 特別な場合として、超球面                     |

## ビアンキ空間の曲率
ビアンキ空間は、リッチテンソルが空間と座標に依存しない基底ベクトル(basis vector)の積へ分離(separated)することが可能であるいう性質を持っている。
計量
{\displaystyle ds^{2}=\gamma _{ab}\xi _{i}^{(a)}\xi _{k}^{(b)}dx^{i}dx^{k}}　　（ 　{\displaystyle \xi _{i}^{(a)}dx^{i}} は 1-形式である　）
が与えられると、リッチ曲率テンソルは、{\displaystyle R_{ik}} は、
{\displaystyle R_{ik}=R_{(a)(b)}\xi _{i}^{(a)}\xi _{k}^{(b)}}
{\displaystyle R_{(a)(b)}={\frac {1}{2}}\left[C_{\ \ b}^{cd}\left(C_{cda}+C_{dca}\right)+C_{\ cd}^{c}\left(C_{ab}^{\ \ d}+C_{ba}^{\ \ d}\right)-{\frac {1}{2}}C_{b}^{\ cd}C_{acd}\right]}
により与えられる。ここに構造定数のインデックスは、{\displaystyle x^{i}} の函数ではない {\displaystyle \gamma _{ab}} の足を上げ下げする。

## 天文学への応用
天文学では、この分類は次元 3 + 1 の次元の等質時空に対して使われる。フリードマン・ルメートル・ロバートソン・ウォーカー計量は等長で、I型、V型 の特別な場合である VII}h型と IX型である。ビアンキ I型モデルは、特別な場合としてカスナー計量(Kasner metric)を持っている。ビアンキ IX型宇宙はタウブ計量(Taub metric)である。しかしながら、特異点の近くの力学は、一連のカスナー（ビアンキI型）周期により漸近的に統制される。完全な力学は、カオス的な振る舞いをしており、双曲空間の一部では本質的に非常に大量な運動が観測され、ミックスマスター宇宙(Mixmaster)と命名され、ベリンスキー(Belinskii)、カラトニコフ(Khalatnikov)やリフシッツ(Lifshitz)に従うと、BKL特異性(BKL singularity)として解析される。さらに最近の仕事では、ローレンツ的なカッツ・ムーディ代数やワイル群(Weyl group)や双曲的コクセター群を空間的(spacelike)な特異点（BKL-極限）の近くの（超）重力理論の関係式が確立されている。さらに、カスナー写像の離散的性質と連続的な一般化と関係している別な仕事もある。